# Flistads landskommun, Västergötland
För landskommunen med samma namn i Östergötland, se Flistads landskommun, Östergötland.
Flistads landskommun var en tidigare kommun i dåvarande Skaraborgs län, nuvarande Västra Götalands län.

## Administrativ historik
Kommunen inrättades i Flistads socken i Vadsbo härad i Västergötland när 1862 års kommunalförordningar trädde i kraft. Vid kommunreformen 1952 uppgick landskommunen i Tidans landskommun som 1971 uppgick i Skövde kommun.